# Liste de cetăți și castele din Germania
Iată listele de cetăți și castele pe landuri:
- Listă de cetăți și castele în Baden-Württemberg
- Listă de cetăți și castele în Bavaria
- Listă de cetăți și castele în Berlin și Brandenburg
- Listă de cetăți și castele în Hessa
- Listă de cetăți și castele în Mecklenburg-Vorpommern
- Listă de cetăți și castele în Saxonia Inferioară, Bremen și Hamburg
- Listă de cetăți și castele în Renania de Nord - Westfalia
- Listă de locuri istorice în Renania de Nord - Westfalia
- Listă de cetăți și castele în Renania-Palatinat
- Listă de cetăți și castele în Saarland
- Listă de cetăți și castele în Saxonia
- Listă de cetăți și castele în Saxonia-Anhalt
- Listă de locuri istorice în Schleswig-Holstein
- Listă de cetăți și castele în Turingia